# BMW K1200 S
La BMW K1200 S è una moto lanciata alla fine del 2004 per sostituire la BMW K1200 RS e prodotta dalla casa motociclistica tedesca BMW Motorrad fino al 2008.

## Descrizione
La moto monta un motore a quattro cilindri in linea da 1157 cm³ produce una potenza massima di 167 CV ed eroga una coppia di 130 Nm.
La moto è stata presentata nel luglio 2004 e venduta a partire dall'inizio dell'estate 2005. L'inizio delle vendite era originariamente previsto per settembre 2004, ma tale data venne posticipato a causa di problemi di qualità nella costruzione e nell'assemblaggio in fabbrica.